# Sázava (okres Ústí nad Orlicí)
Sázava (německy Zohsee) je malá vesnice ve východních Čechách v okrese Ústí nad Orlicí asi 2 km východně od města Lanškroun. Protéká jí řeka Moravská Sázava. Žije zde 564 obyvatel.

## Historie
První písemná zmínka o obci je v darovací listině krále Václava II. z r. 1304, kterou byla věnována lanškrounská část lanšperského panství zbraslavskému klášteru. Na začátku 14. století sídlili v okolí loupeživí rytíři (Hynek z Dubí, Ješek ze Šilperka, Jan Vosthub, Petr z Písečné, Bohuněk ze Šumperka, Jeník ze Žampachu), kteří vymáhali výkupné a výpalné, kořistili a loupili utiskovaný poddaný lid. V roce 1521 bylo obyvatelům Sázavy uděleno právo odúmrti. Obec značně trpěla během třicetileté války. Na konci 17. století se v okolí objevovalo velké množství vlků, pročež byly zřizovány tzv. vlčí jámy. V roce 1808 zde byla založena továrna na plátna. 1850 se obec osamostatnila.

### Historie samoobslužné prodejny Jednoty v Sázavě
Jednota v Sázavě byla klasická samoobslužná prodejna smíšeného zboží, kterých bylo v komunistickém Československu mnoho. Její stavba byla zakotvena do volebního programu Národní fronty a v červenci 1985 byla zahájena výstavba nové prodejny smíšeného zboží v rámci investiční akce „Z“. Stavba byla dokončena v říjnu 1987, celková hodnota díla představovala 1 433 000 Kčs. Dne 20. listopadu 1987 bylo provedeno slavnostní otevření a zahájen provoz této prodejny. Mimo potravinářského zboží zde bylo dále možno koupit uzeniny a balené maso, lahůdkářské, cukrářské a mražené výrobky, ovoce a zeleninu, drogistické a průmyslové zboží.

## Pamětihodnosti
- Kaple sv. Prokopa

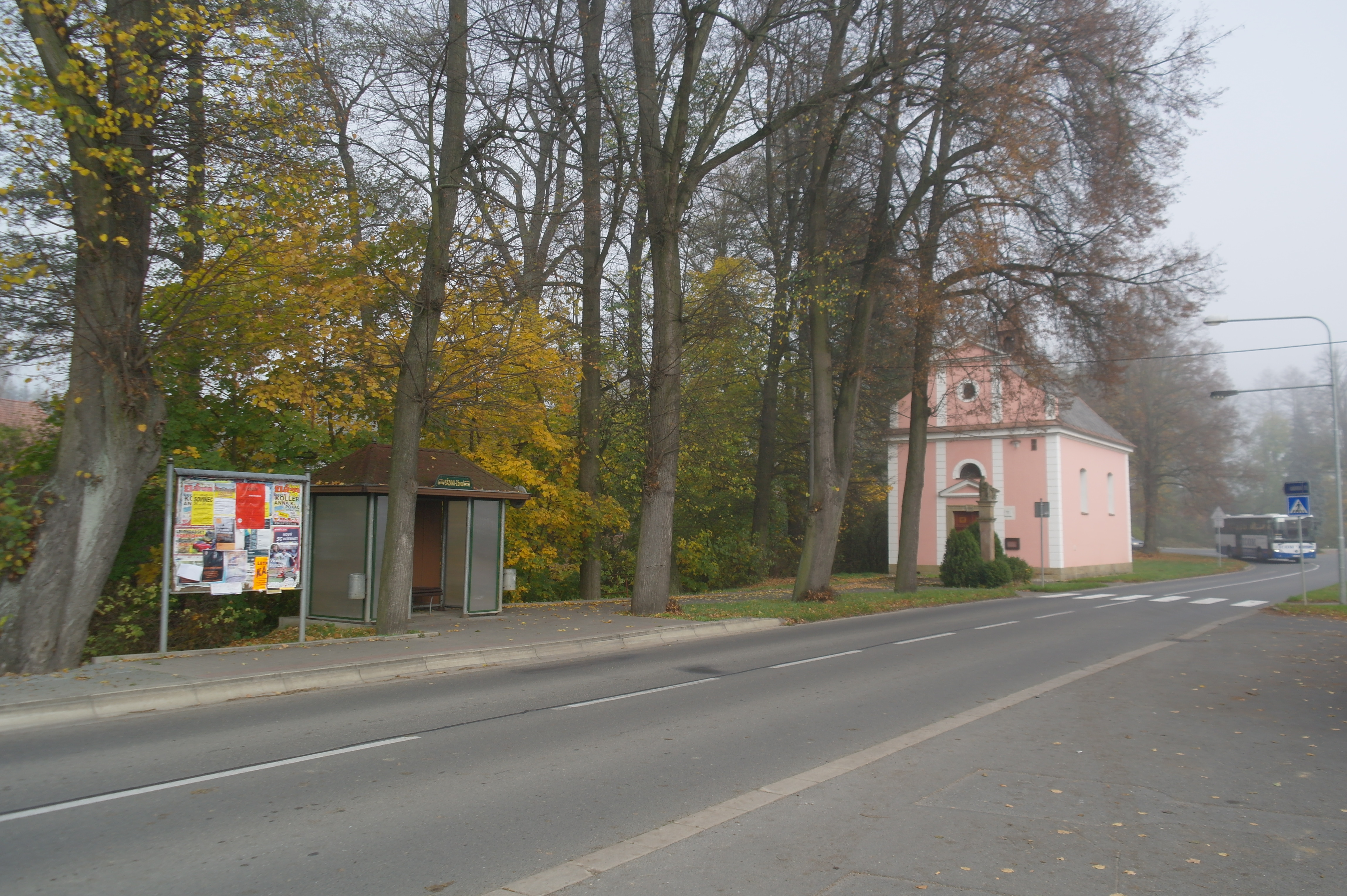
Kaple sv. Prokopa

- Sloup se sousoším Piety stojí u kaple
- Železný kříž za kaplí
- Boží Muka
- Sousoší Nejsvětější Trojice